# Калише (Железнікі)
Калише (словен. Kališe) — поселення в общині Железнікі, Горенський регіон, Словенія. Висота над рівнем моря: 743 м.